# Municipio de Calhoun (Arkansas)
El municipio de Calhoun (en inglés: Calhoun Township) es un municipio ubicado en el condado de Prairie en el estado estadounidense de Arkansas. En el año 2010 tenía una población de 300 habitantes y una densidad poblacional de 1,98 personas por km².

## Geografía
El municipio de Calhoun se encuentra ubicado en las coordenadas 34°58′53″N 91°26′20″O / 34.98139, -91.43889. Según la Oficina del Censo de los Estados Unidos, el municipio tiene una superficie total de 151.72 km², de la cual 146,57 km² corresponden a tierra firme y (3,4 %) 5,15 km² es agua.

## Demografía
Según el censo de 2010, había 300 personas residiendo en el municipio de Calhoun. La densidad de población era de 1,98 hab./km². De los 300 habitantes, el municipio de Calhoun estaba compuesto por el 98,33 % blancos, el 0,33 % eran afroamericanos y el 1,33 % eran de una mezcla de razas. Del total de la población el 0,67 % eran hispanos o latinos de cualquier raza.